# Donji Srebrenik
Donji Srebrenik (en cyrillique : Доњи Сребреник) est un village de Bosnie-Herzégovine. Il est situé dans la municipalité de Srebrenik, dans le canton de Tuzla et dans la fédération de Bosnie-et-Herzégovine. Selon les premiers résultats du recensement bosnien de 2013, il compte 669 habitants.

## Géographie
Le village est situé dans les faubourgs est de Srebrenik.

## Démographie

### Évolution historique de la population dans la localité
| 1948 | 1953 | 1961  | 1971 | 1981 | 1991 | 2013 |
| ---- | ---- | ----- | ---- | ---- | ---- | ---- |
| -    | -    | 1 427 | 733  | 673  | 691  | 669  |

|  |

### Communauté locale
En 1991, la communauté locale de Donji Srebrenik comptait 1 454 habitants, répartis de la manière suivante :